# Borgarfjarðarbrú
Borgarfjarðarbrú é uma ponte na Islândia. É a segunda mais longa ponte do país, depois da Skeiðarárbrú. Cruza Borgarfjörður, e liga Borgarnes à rota 1. Tem 520 metros de comprimento e foi inaugurada em 13 de setembro de 1981.